# Katostblærespiræa
Katostblærespiræa (Physocarpus malvaceus), også skrevet Katost-Blærespiræa, er en løvfældende og mangegrenet busk med en opret, senere overhængende vækstform. Marven er lysebrun. Frøene er meget eftertragtede af agerhøns og fasaner.

## Beskrivelse
Barken er først glat og brun med to tydelige striber nedad fra hvert bladar. Senere bliver den stribet i brunt/beige, og til sidst skaller den af i lange strimler. Knopperne er spredte, butte og lysegrønne. 
Bladene er Ribes-agtige, dvs. 3-5 lappede med rynket overflade og savtakket rand. Bladene får ingen høstfarve, men bliver siddende langt ind i november. Oversiden er friskt grøn, mens undersiden er noget lysere. Blomstringen sker i maj-juni. Blomsterne sidder i skærme fra bladhjørnerne. Blomsterne er grønligt-hvide og uden duft. Frugterne er oppustede, blæreagtige og helt tyndvæggede. Frøene spirer ikke særligt godt.
Rodnettet er dybtgående og vidt udbredt med mange finrødder lige under jordoverfladen. Nedliggende grene slår rod. 
Højde x bredde og årlig tilvækst: 5 x 3 m (30 x 30 cm/år).

## Hjemsted
Katostblærespiræa gror i Washington og Oregon i det vestlige USA, hvor den danner krat og skovbryn på fugtig, veldrænet bund (flodbredder). Den kan trives i kystnært klima og på alle jordtyper, bortset fra sur, tørveagtig jord. 
På de nordøstvendte skråninger af bjergene i det nordøstlige Oregon, findes arten i krat og som bund i skove sammen med bl.a. skyggeblomst, Arnica cordifolia (en art af guldblomme), birkespiræa, Ceanothus velutinus, douglasgran, ellebladet bærmispel, engelmanngran, gulfyr, hedemelbærris, klitfyr, kæmpeædelgran, mosebølle, Pyrola picta (en art af Vintergrøn-slægten), skovjordbær, Thalictrum occidentale (en art af frøstjerne), vestamerikansk lærk, vestamerikansk mahonie og vestamerikansk taks.

## Anvendelse
Katost-Blærespirea er god til kant- og underplantning i læ- og vildtplantninger.
Planten tåler kraftig beskæring. Den tåler desuden skygge og vind. 
| Portal | Portal:Botanik |

## Note
1. ↑  nrimp.dfw.state.or.us: Chris Kiilsgaard: 1998 Land Cover for Oregon (engelsk)